# مدرسة يحصب (حارة)

تعديل مصدري - تعديل

مدرسة يحصب هي إحدى حارات حي يريم بمدينة يريم أحد مدن محافظة إب، بلغ تعداد سكانها 228 نسمة حسب تعداد اليمن لعام 2004.